# Alexis Weber
Alexis Weber (23 juillet 1862, Boulay - 5 mars 1942, Mirecourt) est un homme politique lorrain. Banquier de profession, il fut député Lorrain au Landtag d'Alsace-Lorraine de 1911 à 1918.

## Biographie
Alexis Weber voit le jour le 23 juillet 1862 à Boulay, en Lorraine. Après la défaite française de 1871, l'Alsace-Lorraine est annexée à l'Allemagne. La vie reprend doucement son cours et les affaires reprennent. Alexis Weber travaille pour l'administration allemande puis s'installe comme banquier à Boulay. Dans le paysage politique régional, on assiste à l’implantation progressive des partis politiques de type allemand, corrélativement à l’émergence d’une politique régionale propre au Reichsland et à ses enjeux. Ces nouveaux enjeux, politiques et économiques, le poussent, en 1911, à se présenter aux élections du Landesausschuß d'Alsace-Lorraine, l'assemblée législative d'Alsace-Lorraine. Alexis Weber est élu député une première fois, et réélu au Landtag siégeant avec l’étiquette du Bloc Lorrain. Opposé aux socialistes du SPD, aux libéraux du Elsässische Fortschrittspartei et aux centristes du Elsaß-Lothringische Zentrumspartei, il défendit au Landtag une politique purement lorraine et assurément francophile.

## Mandats électifs
- Octobre 1911 - novembre 1918 : Circonscription de Bolchen-Falkenberg - Lothringer Block

## Sources
- François Roth, La Lorraine annexée, ed. Serpenoise, 2007 ;
- François Roth: La vie politique en Lorraine au 20e siècle, Presses universitaires de France, 1985 ;
- Hans Platzer: Die Landtagswahlen von 1911 in Elsass-Lothringen. Sondernummer. der Nachrichten des Statistischen Landesamts fuer Elsass-Lothringen, Verl. d. Straßburger Druckerei u. Verl.-Anst., Straßburg, 1911 (p.5-37)
- Regierung und Landtag von Elsaß-Lothringen 1911–1916. Biographisch-statistisches Handbuch. Mühlhausen, 1911 (p.209).